# Kotešová
Kotešová – wieś i gmina (obec) w powiecie Bytča, kraju żylińskim, w północnej Słowacji.
Kotešová położona jest w Jawornikach, w dolinie Wagu i uchodzącego do niej potoku Rovnianka. Powstała w 1943 roku z połączenia wsi Veľká Kotešová (po raz pierwszy wzmiankowana w 1234 roku) i Zemianska Kotešová (pierwsza wzmianka w 1598 roku).

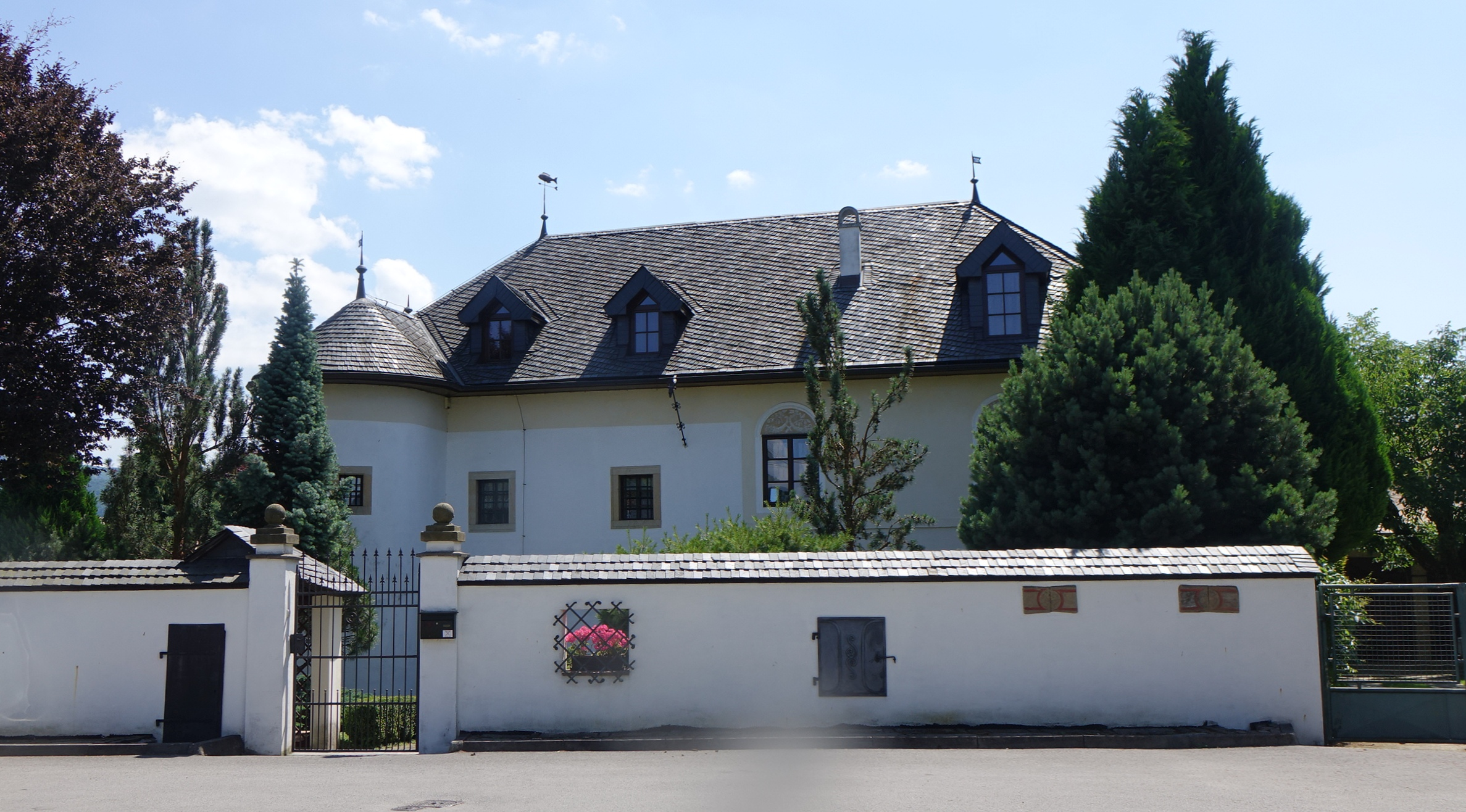
Kasztel